# Elektrozwakke wisselwerking
De elektrozwakke wisselwerking is een begrip uit de deeltjesfysica. Daarbij gaat het om de geünificeerde beschrijving van twee van de vier fundamentele natuurkrachten: elektromagnetisme en de zwakke kernkracht. Deze twee krachten lijken bij alledaagse lage energieën zeer verschillend, maar de theorie van de elektrozwakke wisselwerking beschrijft hen als twee verschillende aspecten van dezelfde kracht. Het is een onderdeel van het Standaardmodel.
Boven de unificatie-energie, in de orde van grootte van 102 GeV, smelten deze krachten samen in één elektrozwakke kracht. Bij een voldoende heet heelal (ongeveer 1015 K, een temperatuur waarvan wordt vermoed dat die kort na de oerknal werd bereikt), smelten de elektromagnetische kracht en de zwakke kernkracht dus samen tot een gecombineerde elektrozwakke kracht.
Voor de bijdragen aan de unificatie van de zwakke en de elektromagnetische wisselwerking tussen elementaire deeltjes ontvingen Abdus Salam, Sheldon Glashow en Steven Weinberg in 1979 de Nobelprijs voor de Natuurkunde.
Gerard 't Hooft en Martinus Veltman voorzagen de theorie van Salam, Glashow en Weinberg eind jaren zestig van een werkbaar wiskundig fundament, waarmee eigenschappen berekend konden worden van de deeltjes die door de theorie waren voorspeld. Ze ontvingen daarvoor de Nobelprijs voor de Natuurkunde in 1999. Vijftien jaar eerder hadden de natuurkundigen Carlo Rubbia en Simon van der Meer de Nobelprijs ontvangen omdat zij die deeltjes experimenteel hadden aangetoond. Nadat met de Gargamelle-detector in 1973 neutrale stromen waren ontdekt in neutrinoverstrooiing, ontdekten zij begin jaren tachtig met de UA1- en UA2-detectoren de W- en Z-bosonen in proton-antiproton-botsingen in het daartoe aangepaste Super Proton Synchrotron.

## Formulering

Het patroon van zwakke isospin, T_{3}, en zwakke hyperlading, Y_{W}, van de bekende elementaire deeltjes, met elektrische lading, Q, langs de zwakke menghoek. Het neutrale Higgsveld (omcirkeld) breekt de elektrozwakke symmetrie en geeft, door wisselwerking, massa aan andere deeltjes. Drie componenten van het Higgsveld worden een deel van de zware W en Z bosonen.

Mathematisch wordt de unificatie bereikt onder een SU(2) × U(1) ijkgroep. De overeenkomstige ijkbosonen zijn de drie W bosonen met zwakke isospin van SU(2) (W+, W0, en W−), en het B0 boson met zwakke hyperlading van U(1), respectievelijk, die allemaal massaloos zijn.
In het Standaardmodel worden de W± en Z0 bosonen en het foton geproduceerd door spontane symmetriebreuk van de elektrozwakke symmetrie van SU(2) × U(1)Y naar U(1)em, veroorzaakt door het Higgsmechanisme (zie ook Higgsboson). U(1)Y en U(1)em zijn verschillende kopieën van U(1); de generator van U(1)em is Q = Y/2 + I3, waarin Y de generator is van U(1)Y (zwakke hyperlading genoemd), en I3 een van de SU(2) generatoren (een component van zwakke isospin is).
De spontane symmetriebreuk doet de W0 en B0 bosonen samensmelten tot twee andere bosonen – het Z0 boson en het foton (γ) als volgt:
{\displaystyle {\begin{pmatrix}\gamma \\Z^{0}\end{pmatrix}}={\begin{pmatrix}\cos \theta _{W}&\sin \theta _{W}\\-\sin \theta _{W}&\cos \theta _{W}\end{pmatrix}}{\begin{pmatrix}B^{0}\\W^{0}\end{pmatrix}}}
waarin θW de zwakke menghoek is. De assen die de deeltjes voorstellen zijn in wezen net gedraaid, in het (W0, B0) vlak, over de hoek θW. Dit introduceert ook een discrepantie tussen de massa van het Z0 en de massa van de W± deeltjes (aangeduid als MZ en MW, respectievelijk);
{\displaystyle M_{Z}={\frac {M_{W}}{\cos \theta _{W}}}}
Het onderscheid tussen elektromagnetisme en zwakke kracht ontstaat door een (niet triviale) lineaire combinatie van Y en I3 die verdwijnt voor het Higgsboson (het is een eigentoestand van zowel Y als I3, dus voor de coëfficiënten kunnen −I3 en Y genomen worden):  U(1)em wordt gedefinieerd als de groep gegenereerd door deze lineaire combinatie, en is ongebroken omdat het niet wisselwerkt met de Higgs.

## Lagrangiaan
Elektrozwakke wisselwerking is een Yang-Mills-theorie met de simpele symmetrie groep U(1)×SU(2)L,
{\displaystyle {\mathcal {L}}_{\mathrm {EW} }=\sum _{\psi }{\bar {\psi }}\gamma ^{\mu }\left(i\partial _{\mu }-g^{\prime }{1 \over 2}Y_{\mathrm {W} }B_{\mu }-g{1 \over 2}{\vec {\tau }}_{\mathrm {L} }{\vec {W}}_{\mu }\right)\psi }
waarin Bμ is het U(1) ijkveld; YW is de zwakke hyperlading — de generator van de U(1) groep; {\displaystyle {\vec {W}}_{\mu }} is het
drie-component SU(2) ijkveld; {\displaystyle {\vec {\tau }}_{\mathrm {L} }} zijn de Pauli matrices — infinitesimale generatoren van de SU(2) groep. De subscript L geeft aan dat ze alleen inwerken op linkse fermionen; g′ and g zijn koppeling constanten.